# 第二次世界大战战后影响
第二次世界大战的战后影响，包括两个超级大国——苏联与美国的崛起，雅爾達體系形成所導致全球長達四十年的冷戰，联合国、歐洲聯盟等政府間國際組織的創立常態化，欧洲传统大国衰弱带来「第三世界」国家的去殖民化运动等。此外，隨著核武器在戰爭結束前研發成功，人类进入核战争威胁的时代。這些很大程度形塑了現今的國際政治格局。
美国和苏联在第二次世界大战期间均属同盟国阵营，並相較其他參戰國維持較強國力，但意識形態的迥異使得美苏两国在战后成为竞争对手；而二戰後期歐美大國（尤其美蘇兩國）對建立戰後新秩序的角力，導致雅爾達體系的形成。同盟國在歐洲戰場取得勝利後，蘇聯利用納粹德國滅亡產生的政治真空，在鄰近的中欧和东欧區域扶持建立一系列社會主義國家，同時對德國、波蘭等鄰國進行有利於自身的領土變更與人口轉移，打造橫跨歐亞兩洲的龐大勢力範圍；另一方面，西欧和部分亚洲国家通过美国的马歇尔计划进行战后重建，但美國及其歐洲友邦還需同時阻擋共產主義勢力在西方世界擴張。最终欧洲的“铁幕”形成，成為冷战的起源。而在亞洲，中国共产党透過在第二次国共内战的胜利建立中华人民共和国，使得共产主义在东方世界的影响力上升，導致亞洲亦出現類似「鐵幕」的共產主義防線，造成臺海兩岸、朝鮮及越南的分裂分治。至於兩大軸心國——德國與日本，在戰敗投降後的數年間由同盟國軍事佔領，進行非軍事化、民主化等國家體制的改造，對列為戰犯者施行軍事審判，並剝離兩國原有的屬地及殖民地。同盟國對德國的接管至1949年結束，對日本的接管則至1952年結束；但德國處於冷戰最前線的緣故，亦分裂為兩個政權，分別為屬西方陣營的西德、以及親蘇聯的東德，直到1990年兩德統一為止。
冷戰時期的國際社會，分为美国领导的西方集团（資本主義陣營）、以及苏联领导的东方集团（共產主義陣營），雙方在政治思想、军事、科技等各种领域互相對抗；另外，一些国家通过不结盟运动、或走向「第三位置」等政治表態，試圖不在兩大陣營「選邊站」。冷战的特点是活躍的间谍活动、頻繁的政权更迭以及代理人战争；美蘇兩國在冷戰期間沒有直接发生军事冲突，但東西兩大集團分別成立華約、北約為各自的軍事同盟組織，並在歐洲以外爆發韓戰、越戰、苏阿战争等多場代理人戰爭。冷戰還造成擁核國家的陸續產生，並见证了美苏两个超级大国之间的核军备竞赛；但美苏两国均拥有核威慑力量而具備「相互保證毀滅」的能力，致使冷戰不至演變為「熱戰」。
為重建二戰後的國際秩序，同盟國創建了新的政府間國際組織——聯合國，以取代戰間期成立的國際聯盟。聯合國肩負維護國際安全及和平、促進國際合作等多項功能，而發展為世界最大的國際組織，並與其他專項功能的政府間國際組織整合為「聯合國系統」；但在冷戰期間，聯合國也成為東西兩大集團政治對壘的場所。戰後世界各國亦各自組成區域性的政府間國際組織，以促進區域和平及繁榮；其中最具指標者為歐洲聯盟，源自1952年成立的欧洲煤钢共同体，其目標為「歐洲一體化」，促使过去几世纪经常交战的欧洲国家走向和平共同发展。而二战后，以欧洲为主的诸多大国无力继续从事海外殖民，使世界不少地区得以开启了去殖民化进程，促成現今許多国家的独立。印度和巴基斯坦及緬甸（英国）、印度尼西亚（荷兰）、菲律宾（美国）以及一些阿拉伯国家获得独立，摆脱过往国际联盟授权给大国的统治权；此外以色列也宣布独立（英国），使亡國千年的猶太人得以復國。撒哈拉以南非洲国家则在1960年代陆续独立。

## 显著的影响

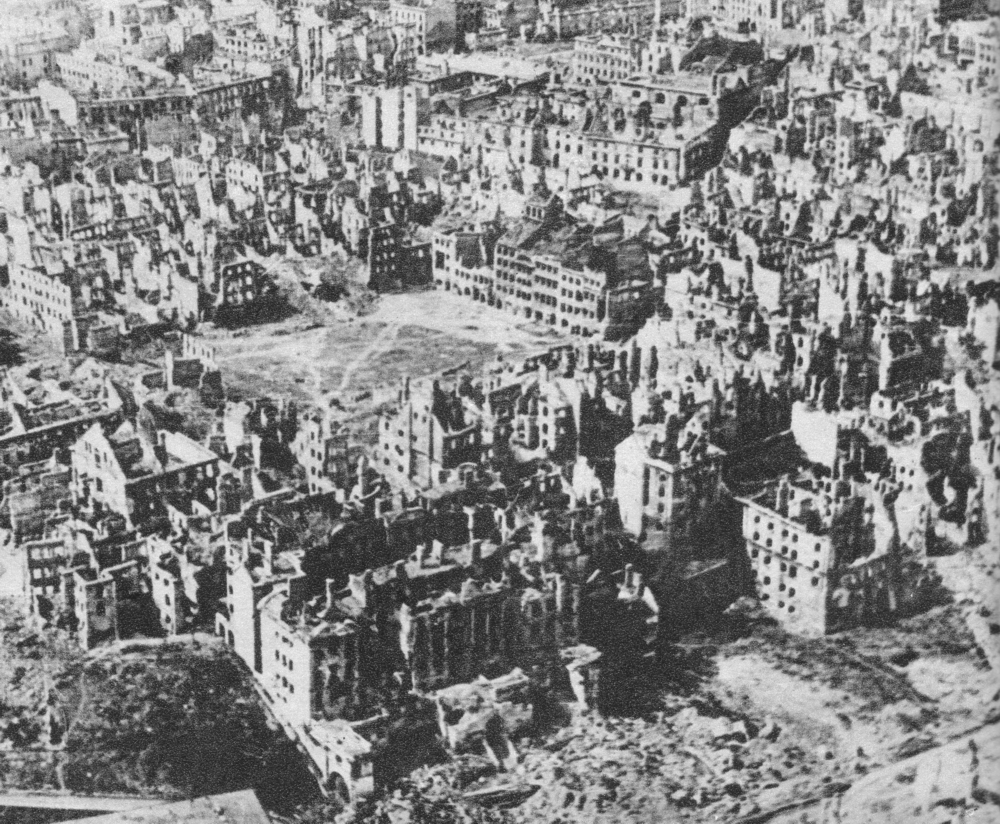
战后的波兰华沙

战争结束时，数百万人死亡，数百万人无家可归，欧洲经济崩溃，欧洲大部分工业基础设施被毁。在德国，尤其是年轻人，被过去十年中所经历的磨难造成严重心理创伤，从纳粹掌权时承诺德国将统治世界一千年，直到主要城市被盟军轰炸摧毁。对德国人创伤是多方面的，纳粹主义已经渗透到德国社会的各个层面，对国家进行系统的一体化 (纳粹术语)，组建国民教育与宣传部，纳粹控制了媒体以及所有机构，并通过创建希特勒青年团、德国少年团、德国少女联盟和青少女联盟，对年轻人进行系统的洗脑。然而战争结束时，随着主要城市遭到破坏，一场大范围的饥荒开始蔓延，随后是席卷整个国家的去纳粹化运动。
苏联也在战争中受到了严重影响。1947年，美国国务卿乔治·马歇尔制定了“欧洲复兴计划”，即马歇尔计划。根据该计划，1948年至1952年期间，美国政府拨款130亿美元（2023年的1770亿美元）用于重建受战争影响的西欧国家。

### 英国
到战争结束时，英国的经济处于严重崩溃状态。其国民财富的四分之一以上已被消耗殆尽。在1941年引入美国的租借援助之前，英国一直在花费其资产购买包括飞机和船只在内的美国军事武器——仅飞机一项就超过4.37亿英镑。美国的租借法案就在英国储备耗尽之前被签署。英国已将其总劳动力的55%投入到战争生产中。
1945 年春，英国工党退出战时联合政府，力图推翻温斯顿·丘吉尔，迫使其举行大选。在取得压倒性胜利后，工党在下议院拥有超过60%的席位，并于1945年7月26日在克莱门特·艾德礼领导下组建了新政府。
美国政府中的一些人将英国的战争债务描述为“英国经济脖子上的磨盘”。尽管有人建议召开国际会议来解决这个问题，但美国在1945年8月出人意料地宣布立即结束租借计划。
1945年9月2日，美国对英国的租借支持突然被撤回，对新政府的计划造成了严重打击。直到1946年7月15日美国完成对英国的英美贷款协议后，经济才恢复了一定程度上的稳定。然而，这笔贷款主要是为了支持战后不久的英国海外支出，而不是为了执行工党政府的国内福利改革和重点行业国有化政策。尽管贷款是在合理的条件下达成的，但其条件包括被证明是对英镑财政的不利。从1946年到1948年，英国引入了面包配给制度，这是它以前在战争期间从未实施过的。

### 苏联

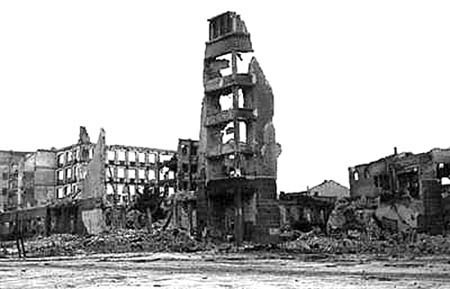
斯大林格勒的废墟，许多苏联城市都遭受了这样的破坏

苏联在对德战争中损失惨重。战争期间苏联人口减少了约2700万。其中，870万人死于战斗。1900万非战斗人员的死亡有多种原因，例如列宁格勒围城战中的饥饿导致的死亡、被德国监狱和集中营关押导致的死亡、大规模枪击平民、在德国工业中的强迫劳动、饥荒和疾病、苏联营地的艰苦条件以及在与苏联作战的德国或德国控制的军事单位中服役。 苏联的人口在30年内不会恢复到战前水平。
从国外遣返的苏联战俘和平民被怀疑有与纳粹合作的人，他们其中的226,127名由苏联审查后送往内务人民委员部劳教所。许多前战俘和年轻平民也被征召到红军服役。其他人在劳工营工作，以重建战争期间被毁坏的基础设施。

第二次世界大战各国伤亡人数

苏联经济受到了战争的严重破坏。苏联大约四分之一的资本财力被破坏，1945年工农业产值与战前水平相差甚远。为了帮助重建国家，苏联政府从英国和瑞典获得了有限的信用贷款；它拒绝了美国根据马歇尔计划提供的援助。相反，苏联要求苏联占领的中欧和东欧供应机械和许多原材料。德国和前纳粹卫星国家向苏联作出赔偿。重建计划强调重工业，这损害了农业产业和消费品。到1953年，钢铁产量是1940年水平的两倍，但许多消费品和食品的产量低于1920年代后期的水平。
战后不久的许多欧洲国家被苏联吞并或改制为苏维埃社会主义共和国的联盟， 所有被红军入侵和吞并的国家都将德国人赶出中东部欧洲。 新的苏联卫星国有波兰、保加利亚、匈牙利、 捷克斯洛伐克、 罗马尼亚、 阿尔巴尼亚、 以及在德国的苏联占领区建立的东德。 南斯拉夫成为一个独立的社会主义国家联盟但没有与苏联结盟，由于独立的性质，在南斯拉夫第二次世界大战期间约瑟普·布罗兹·铁托率领的南斯拉夫游击队取得了军事上的胜利。盟军成立了远东委员会和日本盟军委员会，以管理他们对该国的占领，同时成立了盟国管制理事会，管理被占领的德国。根据波茨坦会议的协议，苏联占领并吞并了战略岛屿库页岛。

### 德国

德国在以1937年为边界的二战后占领区，奥德-奈斯线以东的领土被波兰和苏联吞并，加上萨尔保护国和分裂的柏林。东德由苏维埃区组成，西德由美国、英国和法国于1949年组成，萨尔区于1957年成立。

在东部，在欧洲咨询委员会决定将德国领土划定为它在1937年12月31日前拥有的领土后，苏台德地区重新归还给捷克斯洛伐克。 战前（1937年）德国实际上有近四分之一的领土被盟军吞并，大约1000万德国人要么被驱逐出这片领土，要么在战争期间逃离时不被允许返回。在盟国管制理事会的协调下，德国的其余部分被划分为四个占领区。萨尔于1947年脱离法国，并加入经济联盟。1949年，德意志联邦共和国在西部地区成立。苏维埃区成为德意志民主共和国。
德国向英国、法国和苏联支付了赔款，主要以拆除工厂、强迫劳动和赔偿煤炭的形式进行。德国的生活水平将降至1932年的水平。 从德国投降后立即开始并持续两年，美国和英国推行“智力赔偿”(intellectual reparations) 的计划，以获取德国的所有技术和科学知识以及所有专利。这些价值约为100 亿美元 （按 2020年美元计算为 1330 亿美元）。根据1947年的巴黎和平条约，还对下列国家进行了赔偿评估：意大利、罗马尼亚、匈牙利、保加利亚和芬兰。

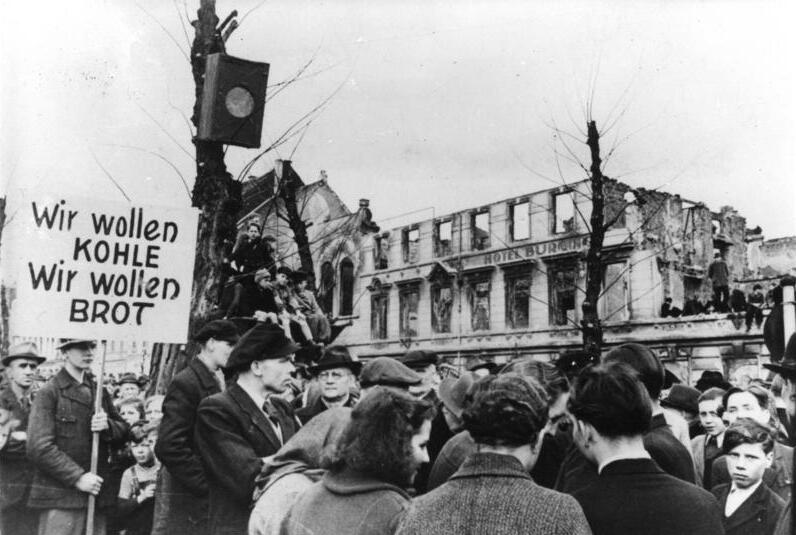
1947年德国克雷費德饥饿的冬天。数千人抗议灾难性的粮食状况。牌子上写着“我们要煤，我们想要面包”（1947年3月31日）

从1945年4月到1947年7月，美国在战后对德国的政策是，除了减轻饥饿所需的最低限度的帮助外，不应向德国人提供任何帮助来重建他们的国家。盟军战后立即为德国制定的“工业裁军”计划是通过完全或部分去工业化来摧毁德国发动战争的能力。德国的第一个工业计划于1946年被签署，其要求摧毁1500家制造工厂，以将德国重工业产量降至1938年水平的50%左右。1951年结束西德工业的拆除。到1950年，706家制造厂拆除了设备，钢铁产能减少了670万吨。 在经过美国参谋长联席会议兼将军卢修斯·克莱和乔治·马歇尔的游说之后，杜鲁门政府承认，如果不重建它们以前所依赖的德国工业基地，欧洲的经济复苏就无法推进。 1947年7月，杜鲁门总统以“国家安全为由” 撤销了美国占领军“不采取措施寻求德国经济复苏”的命令。一项新命令承认“一个有序、繁荣的欧洲需要一个稳定和高产能的德国的经济贡献。” 从1946年中期开始，德国通过占领区政府援助和救济计划（GARIOA）获得美国政府的援助。从1948年起，西德也成为马歇尔计划的小受益者。一些志愿组织最初被禁止运送食物，但在1946年初成立并获准在德国开展业务的救济机构委员会（CRALOG）。1946年6月5日取消了禁止向德国个人发送CARE包裹的规定。
德国投降后，国际红十字会被禁止为德国境内的德国人提供食物等援助或访问战俘营。然而，在1945年秋天红十字会接触盟军后，它被允许调查英国和法国占领区的德国集中营，并为关押在那里的囚犯提供救济。1946年2月4日，红十字会也获准探视和协助德国占领区的囚犯，但只带了很少的食物。红十字会成功请求改善德国战俘的生活条件。

### 法国
随着法国从德国的占领中解放出来，一场真正的和疑似纳粹合作者的大清洗开始了。起初，这是由法国抵抗运动以非法方式进行的（被称为épuration sauvage，“狂野清洗”）。与德国士兵有过恋爱关系的法国妇女被公开羞辱并被剃光头。还有一波草率处决浪潮，估计造成约10000人死亡。
当法兰西共和国临时政府掌握控制权时，“合法清洗”（Épuration légale）开始了。没有对法国合作者进行国际战争罪审判，他们在国内法院受审。调查了大约300000起案件，12万人被判处各种刑罚，其中死刑6763人（仅执行791人）。几年后，大多数罪犯都获得了特赦。

### 意大利

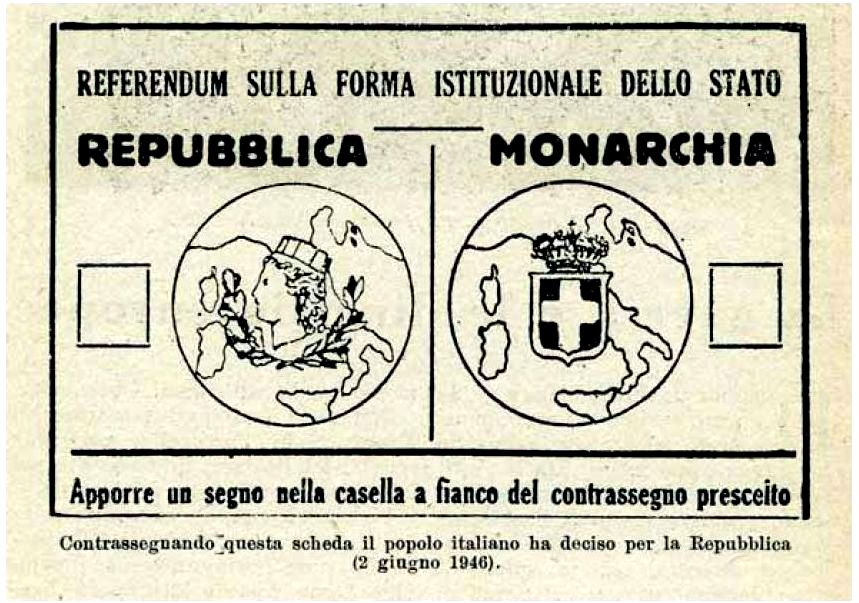
1946年意大利国体公投

第二次世界大战的失败使意大利人对君主制在过去二十年里支持法西斯政权感到愤怒。这些挫折促使了意大利共和运动的发展。在1946年6月2日举行的意大利宪法公投中，意大利君主制被废除，因为这与制止战争和法西斯统治有关。在北方，意大利成为了一个共和国。这是意大利妇女第一次参与国家一级投票。
国王维托里奥·埃马努埃莱三世的儿子翁贝托二世被迫退位并流亡。意大利宪法于1948年1月1日被批准。与德国和日本不同，意大利的军事和政治领导人没有受到战争罪审判，但意大利抵抗运动在战争结束后处决了一些法西斯份子（例如贝尼托·墨索里尼）。1946年以共产党书记命名的陶里亚蒂大赦赦免了所有常见的战争罪行。

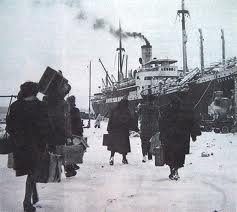
1947年，在伊斯特拉-达尔马提亚人逃亡期间，伊斯特拉意大利人离开了普拉

1947年，与意大利签订的《和平条约》标志着意大利殖民帝国的终结，同时还有其他边界修订，如将爱琴海的佐澤卡尼索斯群島移交给希腊王国，将拉布里格和唐德移交给法国，以及对法意边界的修改。此外，根据与意大利的和平条约，伊斯特拉半島、克瓦內爾灣、威尼斯朱利亞的大部分地区以及达尔马提亚城市扎達爾被南斯拉夫吞并，导致伊斯特拉-达尔马提亚人外流，导致当地23万至35万意大利人（伊斯特拉意大利人和达尔马提亚意大利人）移民，以及斯洛文尼亚人、克罗地亚人和伊斯特拉罗马尼亚人，他们选择保持意大利公民身份，前往意大利，少数人则前往美洲、澳大利亚和南非。
1947年巴黎和约迫使意大利支付3.6亿美元（按 1938年价格计算的美元）战争赔款：向南斯拉夫支付1.25亿美元，向希腊支付1.05亿美元，向苏联支付1亿美元，向埃塞俄比亚支付2500万美元，向阿尔巴尼亚支付500万美元。

### 奥地利
在奥地利联邦国已经在1938年被德国吞并。直到1955年《奥地利国家条约》结束盟军对奥地利的占领之后，奥地利才再次成为一个独立国家。

### 日本

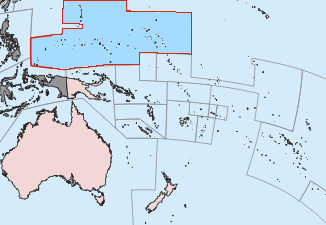
1947年至1986年，美国管理太平洋群島託管地密克罗尼西亚

战后，盟军撤销了日本殖民地，包含以傀儡政權名義統治的滿洲等地。朝鮮南半部被美国军事占领、北半部被苏联占领。臺灣轉交中華民國接管。菲律宾和关岛归还美国。缅甸、马来亚和新加坡归还英国，法属印度支那归还法国。荷属东印度群岛将交还荷兰，但遭到抵制，导致印度尼西亚的独立战争。雅尔塔会议上，美国总统富兰克林·罗斯福秘密将日本統治的千島群島及南樺太（庫頁島南部）交易给苏联，以换取苏联加入对日战争。蘇聯在對日宣戰後佔領整個千島群島，引发了日俄两国直至今日的南千岛群岛领土争端。
数十万日本人被迫迁往日本本土。冲绳成为美国的主要中转站。美国的军事基地覆盖其大片地区，并继续占领直到1972年沖繩返還。在对主要岛屿的占领结束多年之后，基地仍然存在。为了绕过《日内瓦公约》，盟军将许多日本士兵归类为日本投降人员而不是战俘，并将他们用作强迫劳动，直到1947年。英国、法国和荷兰征募了一些日本軍隊，以对抗亚洲其他地方的殖民抵抗力量。道格拉斯·麦克阿瑟将军成立了远东国际军事法庭审判日本战犯，同时盟军向日本收取赔款。
为了进一步消除日本未来潜在军事威胁的地位，远东委员会决定对日本去工业化，目标是将日本的生活水平降低到1930年至1934年之间的水平。最后，日本的去工业化计划实施程度低于德国。日本和德国一样从占领区政府援助和救济计划（GARIOA）得到了紧急援助。1946年初，亚洲特许救援机构（LARA）成立并获准向日本人提供食物和衣服。1948年4月，约翰斯顿委员会的报告建议日本应该重建经济，因为美国纳税人的持续紧急援助成本很高。
廣島及長崎核轟炸的幸存者被日本社会排斥。日本直到1952才向这些人提供特别援助。到爆炸发生65周年之际，廣島市和长崎市的最初袭击和后来的死亡总伤亡人数分别达到27萬和15萬。截至2010年，约有23萬名经历者仍然活着，截至2007年，约有2200人患有辐射引起的疾病。

### 芬兰
在1939年至1940年的冬季战争中，苏联入侵芬兰并吞并了其部分领土。从1941年到1944年，芬兰与纳粹德国结盟，但未能从苏联手中夺回失去的领土。芬兰在战后保持了独立，但在其国内事务中仍然受到苏联施加的限制。

### 波罗的海国家
在1940年苏联入侵和吞并了一些中立的波罗的海国家，如爱沙尼亚，拉脱维亚和立陶宛。1941年6月，波罗的海各国苏维埃政府对“人民公敌”进行了大规模驱逐；结果，当纳粹军队在一周后入侵这些国家后许多人将他们视为解放者。
《大西洋宪章》承诺在战争期间被剥夺自决权的人享有自决权。在英国首相温斯顿·丘吉尔，主张该宪章的诠释较弱，允许苏联继续控制波罗的海国家。 1944年3月，美国接受了丘吉尔的观点，即大西洋宪章不适用于波罗的海国家。
随着战争结束苏联军队的回归，森林兄弟发动了游击战。这种情况一直持续到1950年代中期。

### 菲律宾
估计有100万菲律宾军人和平民死于各种原因，其中131028人被认定死于72起战争罪行事件。根据美国在战后数年发布的统计分析，美国伤亡人数为10380人，36550人受伤；日本死亡人数为255795人。

### 人口迁移

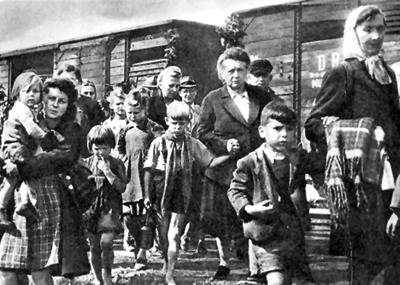
德国人被驱逐出苏台德地区

由于战胜国划定了新边界，大量人口突然发现自己处于敌对领土。苏联接管了以前由德国、芬兰、波兰和日本控制的地区。波兰失去了克雷西地区（约占其战前领土的一半）并获得了奥得河-尼斯河线以东的德国大部分地区，包括西里西亚的工业区。德国的萨尔州暂时是法国的保护国，但后来又回到了德国的管理之下。根据波茨坦会议的规定，大约有1200万人被驱逐出德国，其中700万人被德国本土驱逐，300万人被驱逐出苏台德地区。
在战争期间，大日本帝国袭击珍珠港后，美国政府拘禁了大约110000名住在美国太平洋沿岸的日裔美国人和日本人。 加拿大拘留了大约 22000名日裔加拿大人，其中14000人出生在加拿大。战后，一些被拘禁者选择返回日本，而大多数留在北美。

#### 波兰
苏联从靠近寇松线的新边界以东驱逐了至少200万波兰人。这个估计是不确定的，因为波兰共产党政府和苏联政府都没有记录被驱逐的人数。根据波兰官方统计，在第二次世界大战爆发前，居住在波兰边境（克雷西地区）的波兰公民人数约为1300万。在源自波兰边境领土的战争中丧生的波兰公民（被德国纳粹政权和苏联政权杀害或被驱逐到遥远的西伯利亚地区） 在苏联官方史学中被记录为俄罗斯、乌克兰或白俄罗斯的战争伤亡人数。这一事实给正确估计战后被迫转移的波兰公民人数增加了额外的困难。 边界变化也扭转了1919-1920年波苏战争的结果。前波兰城市如利沃夫受到乌克兰苏维埃社会主义共和国的控制。此外，苏联在其境内转移了超过200万人；其中包括德国人、芬兰人、克里米亚鞑靼人和车臣人。

### 同盟国军事占领期间的强奸

#### 欧洲
当苏军穿越巴尔干半岛时，他们在罗马尼亚、匈牙利、捷克斯洛伐克和南斯拉夫实施了强奸和抢劫等罪行。保加利亚人民基本上遭受强奸和抢劫等罪行，可能由于种族关系或费奥多尔·托尔布欣元帅的领导。对德国平民的强奸和谋杀与纳粹宣传的一样糟糕，有时甚至更糟。苏联政府鼓励苏军寻求报复，恐吓德国民众。根据历史学家的估计，“战争结束时，共有190万德国妇女被苏军强奸。”柏林约三分之一的德国妇女被苏联军队强奸。相当一部分人多次遭到强奸。在柏林医院记录显示，有9.5万至13万名妇女被苏军强奸。女性受害者大约有1万人死亡，大部分是自杀。超过450万德国人逃往西方。苏联最初没有禁止军队与德国女性“交谊”的规定，但到1947年，他们开始将军队与德国民众隔离开来，试图阻止军队的强奸和抢劫，但并非所有苏军都参与了犯罪。
外国关于苏联暴行的报道被谴责为虚假消息。强奸、抢劫和谋杀被归咎于冒充苏军的德国土匪。一些人根据德军对俄罗斯平民的暴行，为苏联对德国平民的暴行辩护。在德国统一之前，东德历史几乎忽视了苏军的行动。关于苏联军队大规模强奸的报道往往被视为反共意识形态宣传或战争中的正常现象。
其它盟军也犯下过强奸罪，但大多是苏军所为。在1945年9月发表的一封给《时代》杂志编辑的信中，一名美国陆军中士写道：“英军以及我们的军队都犯下了抢劫和强奸的罪行……虽然犯罪比例小，但我们也被称为是一支强奸犯的军队。”罗伯特·莉莉对军事记录的分析使他得出结论，1942年至1945年间，英国、法国和德国发生了大约14000起强奸案由美军实施。莉莉认为，只有5%的美国士兵强奸案被报道，这使得17000起强奸案成为可能，而分析人士则认为据估计，50%的（和平时期的普通）强奸案都有报道。支持莉莉较低数字的是“关键区别”，即对于第二次世界大战的军事强奸案，“提出指控的是指挥官，而不是受害者”。根据德国历史学家德伯汉特的说法，多达19万名妇女在德国被美军强奸。
德军把许多战争儿童留在了法国和丹麦等被德国长期占领的国家。战后，孩子和母亲经常受到指责和迫害。
法国远征军下属的摩洛哥殖民军队戈米埃尔被指控强奸和谋杀意大利平民，主要针对妇女以及少数男性。在意大利，受害者通常被称为摩洛哥人。根据意大利受害者协会的统计，共有7000多名平民包括儿童被军队强奸。

#### 日本
美国在军事占领日本的前几周，横滨和横须贺等海军港口普遍存在强奸和其它暴力犯罪，不久后有所下降。在神奈川县被占领的前10天，据报道有1336起强奸案。根据历史学家田中敏之的说法，1945年9月，在横滨就已知有119起强奸案。
历史学家武前英司和罗伯特·里基茨指出，“当美国伞兵驻扎在札幌时，随之而来的是一场抢劫、性暴力和醉酒斗殴的狂欢。轮奸和其它性暴行并不罕见”，一些强奸受害者选择自杀。
美国第八集团军司令羅伯特·艾克爾伯格将军记录称，有一次，日本组建了一支自助治安维持会来保护女性免受美国大兵的伤害，第八集团军令装甲车排成战斗队形走上街头并逮捕了领导人，领导人被判处长期监禁。
根据里基茨的说法，英联邦占领军（BCOF）的成员也参与了强奸：
一名前妓女回忆说，1946年初，澳大利亚军队一抵达库尔，他们“就把年轻女性拖进吉普车带到山上，然后强奸她们。我几乎每天晚上都能听到她们呼救的尖叫声”。这种行为很常见，但占领军犯罪活动的消息很快就被压制了。
占领冲绳的美国士兵实施的强奸也是一个值得注意的现象。冲绳县历史档案馆前馆长写道：
美国海军陆战队登陆后不久，一个村庄的所有妇女都落入了美国士兵的手中。当时，村子里只有妇女、儿童和老人，因为所有的年轻人都被动员起来参加战争。登陆后不久，海军陆战队“扫荡”了整个村庄，但没有发现日军的踪迹。利用这种情况，他们在光天化日之下开始“寻找女性”，那些躲在村庄或附近防空洞的人被一个接一个地拖出。
据田中俊之称，在美国占领冲绳的前五年，共报告了76起强奸案以及奸杀案。他声称这可能不是真实的数字，因为大多数案件都没有被报道。

#### 慰安妇
第二次世界大战期间，日军建立了慰安妇制度，慰安妇指的是20万被迫为日军提供性服务的女性。韩国和中国等国家的儒家文化认为，婚前性行为被认为是可耻的，1945年后的几十年里，“慰安妇”的话题被忽视，受害者被视为贱民。1948年，荷兰慰安妇在巴达维亚军事法庭成功提起诉讼。

## 战后紧张局势

### 欧洲

二战后苏联的扩张、中东欧边界的变化和和东方社会主义阵营的建立

西方盟国和苏联之间所组成的联盟甚至在战争结束之前就开始恶化， 当斯大林、罗斯福和丘吉尔就是否应该承认由罗斯福和丘吉尔支持的波兰流亡政府，还是由斯大林支持的临时政府进行了激烈的讨论。斯大林取得了胜利。
一些盟国领导人认为美苏之间有可能发生战争。1945年5月19日，美国副国务卿约瑟夫·格鲁甚至说这是不可避免的。
1946年3月5日，温斯顿·丘吉尔在密苏里州富尔顿威斯敏斯特学院的铁幕演讲中说，“阴影”已经笼罩欧洲。斯大林的回应是指责共产主义国家和西方不可能共存。 1948年中期，苏联对柏林的西部占领区实施封锁。
由于欧洲紧张局势加剧以及对苏联进一步扩张的担忧，美国政府于1949年提出了一项应急计划。它考虑可能与苏联及其盟国进行核战争和常规战争，以对抗预计苏联可能在1957年左右开始接管西欧、近东和东亚部分地区。作为回应，美国将用原子弹和高爆弹使苏联受挫，然后入侵并占领该国。 后来，为了在对抗苏联常规力量的同时减少军费开支，德怀特·艾森豪威尔总统将采取大规模报复战略，依靠美国核打击的威胁来阻止苏联对欧洲和其他地方的无核入侵。该战略需要美国核力量的集结，并相应减少美国的非核地面和海军力量。 苏联将这些发展视为“原子勒索”。

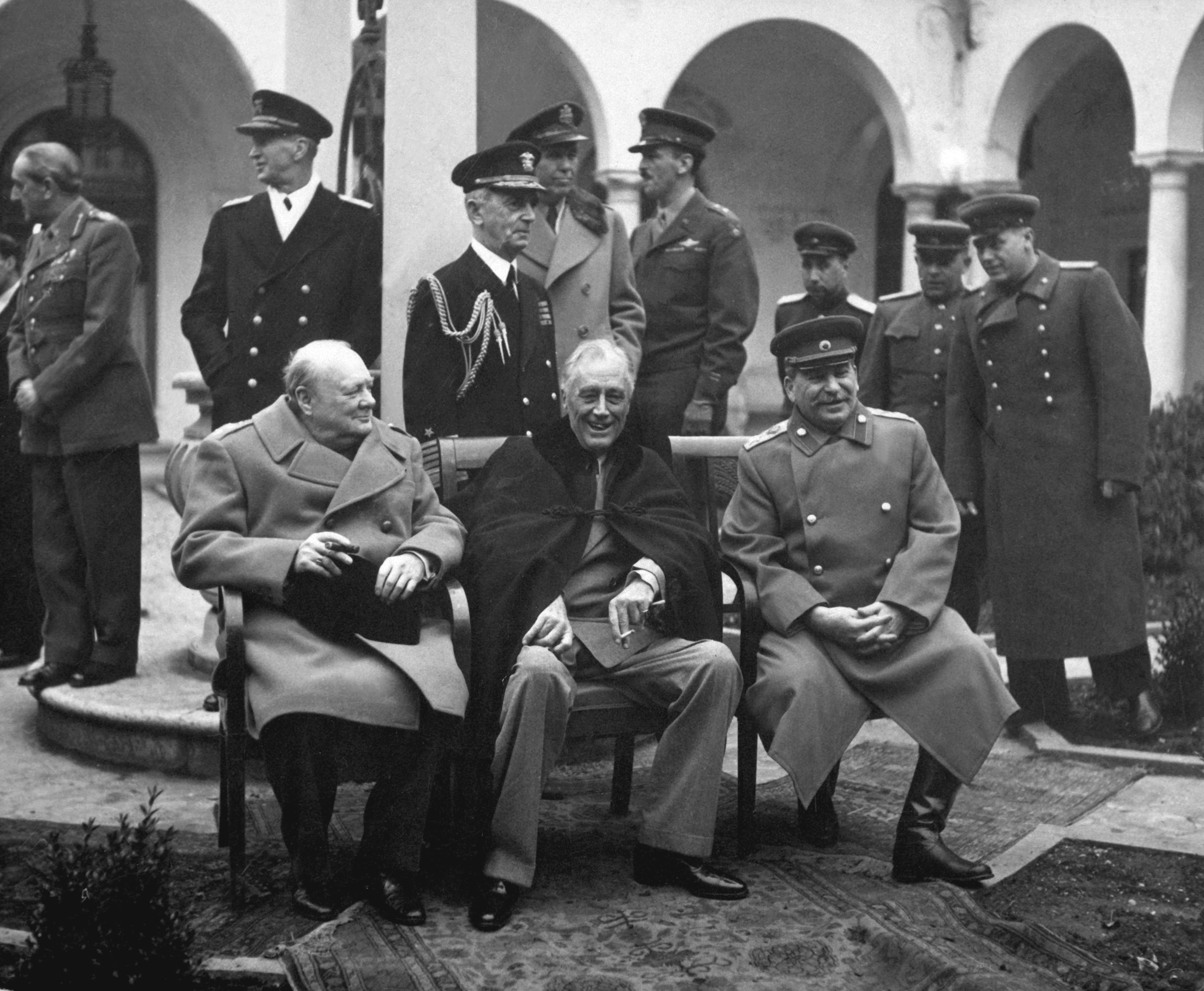
雅尔塔会议上的“三巨头” ：温斯顿·丘吉尔、富兰克林·D·罗斯福和约瑟夫·斯大林。二战后，这三个国家的外交关系发生了根本性的变化

在希腊，1946年英美支持的保皇派势力与共产主义领导的势力爆发内战，保皇派势力成为胜利者。 由于担心苏联即将突破北约防线，进入石油资源丰富的中东，美国向希腊和邻国土耳其发起了大规模的军事和经济援助计划。1947年3月12日，为了获得国会对援助的支持，杜鲁门总统将援助描述为促进民主以捍卫“自由世界”，这一原则被称为“自由世界”或杜鲁门主义。
美国寻求促进经济强大和政治统一的西欧，以应对苏联构成的威胁。这是公开进行诸如欧洲复苏计划之类的战略来完成的，该计划鼓励欧洲经济一体化。旨在抑制和控制德国工业的国际鲁尔区控制局演变为欧洲煤钢共同体，这是欧盟的前身。美国还暗中促进欧洲一体化，例如利用美国统一欧洲委员会（ACUE）向欧洲联邦主义运动提供资金。为了确保西欧能够抵御苏联的军事威胁，西欧联盟成立于 1948 年，北约成立于1949 年。北约第一任秘书长伊斯梅勋爵曾有句名言，该组织的目标是“将俄罗斯人拒之门外，让美国人进来，让德国人失望”。然而，没有西德的人力和工业产出，西欧的常规防御就没有任何成功的希望。为了解决这个问题，美国在1950年寻求促进欧洲防务共同体，其中包括重新武装西德。当法国议会否决时，这一尝试失败了。1955年5月9日，西德被北约接纳，其直接的结果是五天后华沙条约组织成立。
冷战期间，自由欧洲电台、信息调查部、葛兰组织、中央情报局、中央情報局特別活動中心和苏联国家安全部等宣传和间谍机构也相继成立，西欧国家（意大利、法国、西德、比利时、西班牙和荷兰）的众多极左翼和极右翼恐怖组织也发展壮大，并波及北欧和东南欧。

### 亚洲

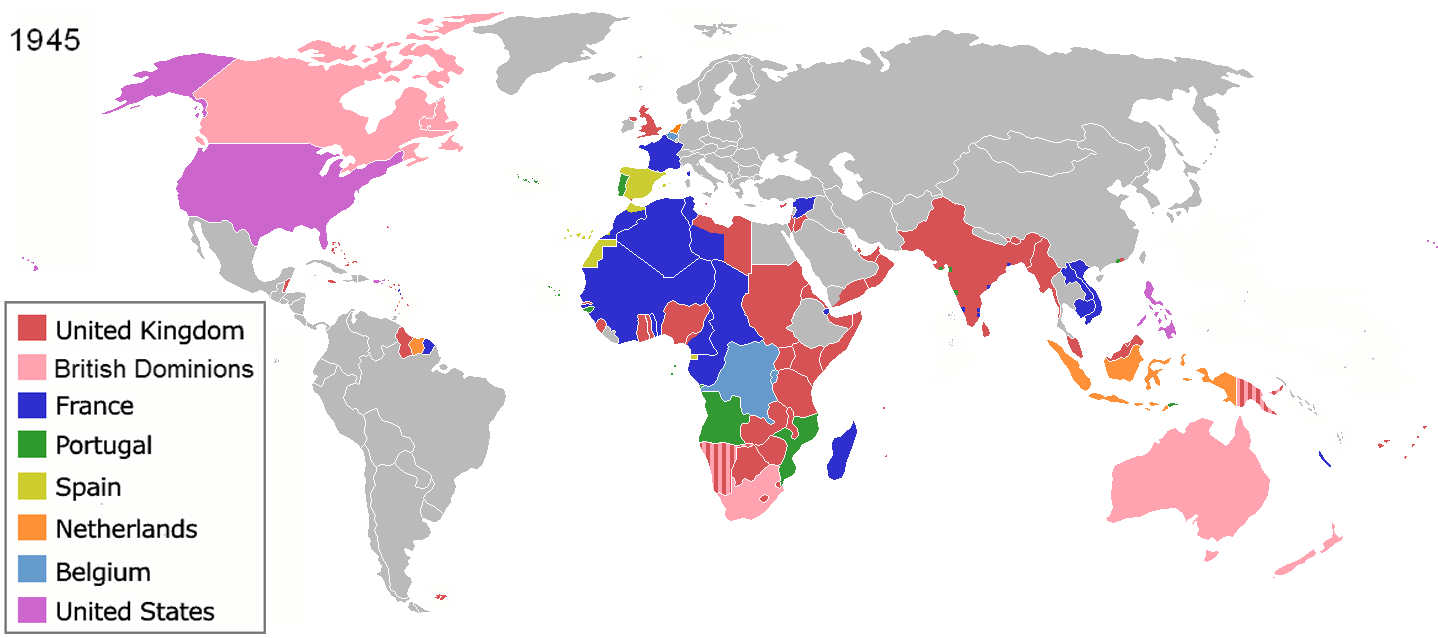
1945年第二次世界大战结束时的世界殖民地图

在亚洲，由于东西方的分裂、欧洲殖民地的民族去殖民化运动以及日本军队的投降而变得复杂。

#### 印度
英属印度的非殖民化使英国制定了一项协议，即按照宗教将英属印度分成两个独立的国家：印度和巴基斯坦。分裂导致了印巴战争和大规模流离失所。它经常被描述为历史上规模最大的人口迁移和最大的难民危机之一。

#### 中国

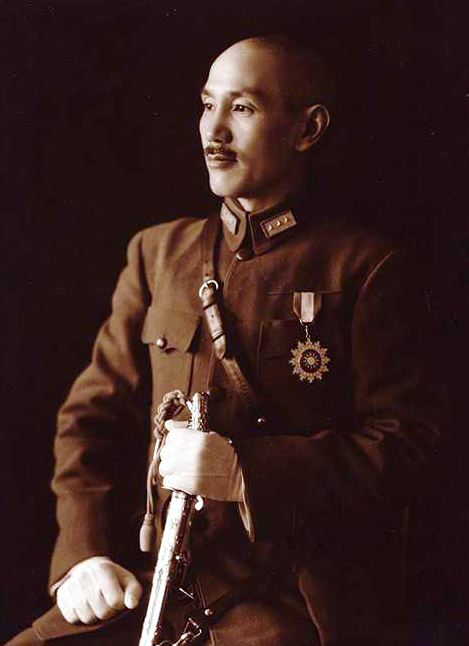
中国国民党蔣中正委员长

根据雅尔塔会议，苏联对日宣战。苏联军队入侵满洲，导致满洲国政权覆灭，所有日本定居者被驱逐。苏联拆除了日本在满洲建立的工业基地，随后满洲由于被苏联占领，满洲成为中国共产党的重要基地。
二战结束后，中国国民党和中国共产党之间爆发了第二次国共内战。抗日战争期间，与日本侵略者的斗争加强了中国人民对共产党军队的支持，同时削弱了中国国民党，国民党在抗日战争中耗尽了大部分力量。1946年6月，第二次国共内战全面爆发。尽管美国支持国民党，但共产党取得决定性胜利，并在大陆建立了中华人民共和国。1949年，国民党撤退到台湾，在那里继续建立了中华民国。
随着中国共产党在内战中取得胜利，苏联放弃了西方盟友给予它在中国建立军事基地的条件。
虽然国共两党的大规模敌对行动在1950年基本停止，但从1950年到1979年，海峡两岸发生了持续性的武装冲突。中华民国于1991年单方面宣布内战结束，但双方尚未签署正式和平条约或停战协议，中华人民共和国继续对台湾地区宣示主权但并未实际控制。
朝鲜战争爆发后，美国继续支持中国国民党，是阻止中华人民共和国入侵台湾的重要原因之一。

#### 朝鲜半岛

朝鲜战争期间两国边界的演变

雅尔塔会议上，盟军同意将战后未分裂的朝鲜置于多国托管之下。日本投降后，该协定被修改为苏美联合占领朝鲜。协议内容是朝鲜北方由苏联、南方由美国瓜分和占领。
朝鲜半岛以前受日本统治，苏联加入对日战争后部分被红军占领。根据美國戰爭部的命令，占领线在北纬38度线左右。駐朝鮮美國陸軍司令部軍政廳在首府京城（今首爾）成立。美国军事指挥官约翰·R·霍奇中将招募了许多前日本朝鲜总督府官员在这个政府中任职。在军事线以北，苏联人將遣返的朝鲜民族主义游击队解除武装和复员，这些游击队在二战期间与中国军队一起在满洲对抗日本。与此同时，苏维埃为北方的亲共势力提供了重型武器装备。1948年，军事路线成为政治路线，38度线南北先後成立了大韩民国與朝鲜民主主义人民共和国，都声称自己是朝鲜半岛唯一合法政權，两年后朝鲜战争爆发。

#### 马来亚
1946年英国殖民地马来亚爆发劳工抗议和内乱。1948年，随着恐怖主义行为的爆发，殖民当局宣布进入紧急状态。局势恶化为全面的反殖民叛乱，或叛乱分子所称的反英民族解放战争，由马来亚共产党的军事部门马来亚人民解放军（MNLA）领导。 马来亚紧急状态将持续12年，于1960年结束。1967年，共产党领导人陈平重新开始敌对行动，导致了第二次紧急状态并持续到1989年。

#### 法属印度支那
第二次世界大战期间在法属印度支那殖民地（由现在的越南、老挝和柬埔寨组成）发生的事件为第一次印度支那战争奠定了基础，进而导致了越南战争。
二战期间，维希法国结盟的殖民当局与日本侵略者合作。共产主义控制的越盟共同阵线 （由盟国支持）于1941年在殖民地的越南人之间成立，以争取越南的独立，对抗日本和战前的法国列强。在1945年越南饥荒之后，由于前线发动叛乱、洗劫米仓并敦促越南人拒绝纳税，越盟的支持得到了加强。由于法国殖民当局开始与自由法国进行秘密会谈，日本于1945年3月9日将他们拘禁。 日本于8月投降，这造成了权力真空，越盟在八月革命中掌权，宣布越南民主共和国独立。然而，盟国（包括苏联）都同意该地区属于法国。国民党领导的中国军队从北方进入，英国从南方进入，然后将权力移交给法国，这一过程于1946年3月完成。 试图将越南民主共和国与法国合并统治失败，越盟发起反抗法国统治的叛乱，同年开始了第一次印度支那战争（越盟在老挝和柬埔寨组织了共同战线与法国人作战）。
战争于1954年随着法国撤军和越南分裂而结束。越南民主共和国控制了北方，而南越则成立了一个独立的共和国由吴廷琰掌控，后者因拒绝举行美国选举而受到支持。南方共产党最终组织了越南南方民族解放阵线，争取在越南民主共和国的领导下统一南北，从而开始了越南战争，并以越南民主共和国于1975年征服南方而告终。

#### 荷属东印度群岛

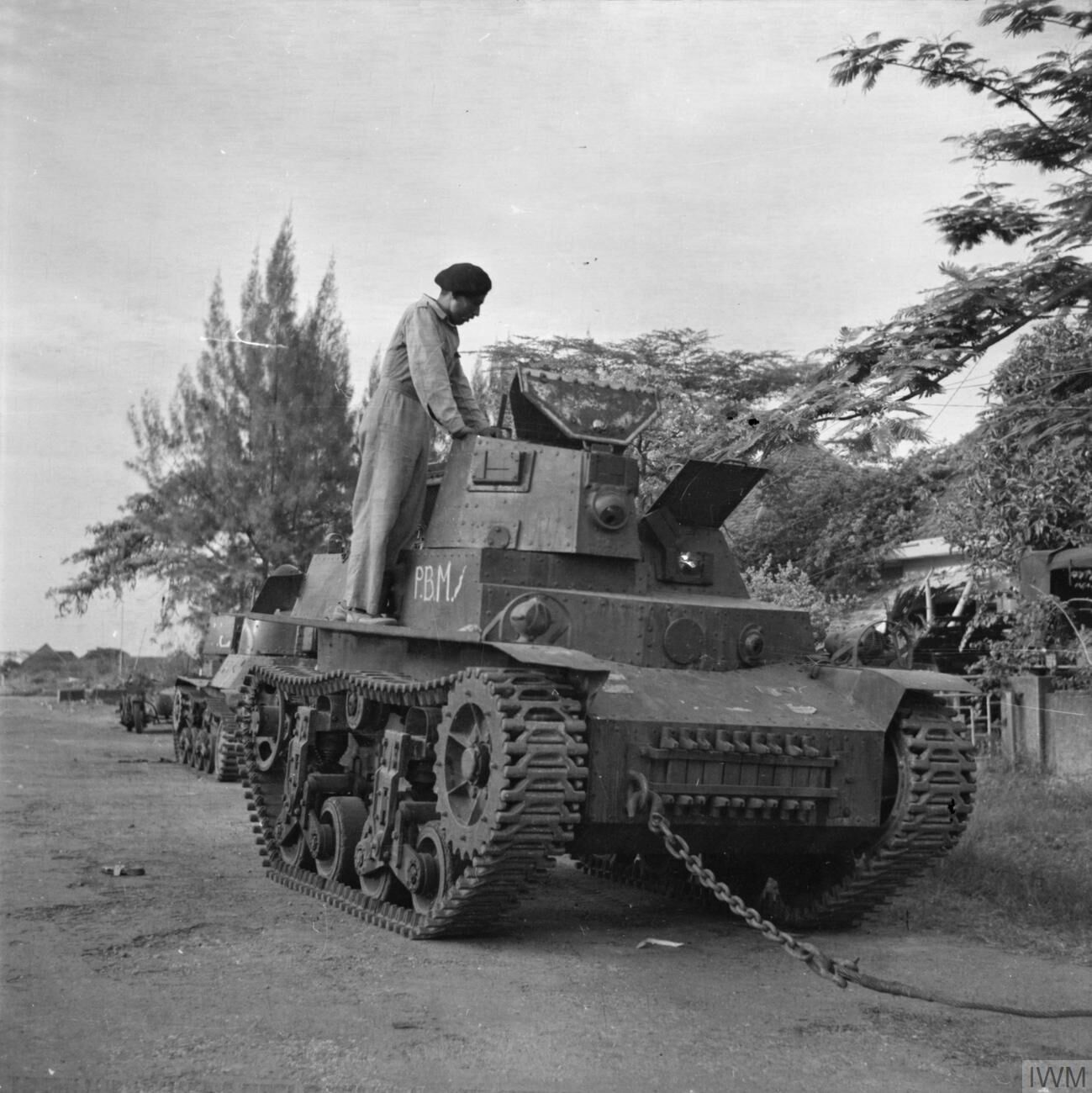
一名士兵检查印度尼西亚民族主义者使用的轻型坦克，该坦克在泗水的战斗中被英国军队俘获

日本在战争期间入侵并占领了印度尼西亚，并取代了荷兰殖民的大部分地区。尽管最高职位由日本人担任，但荷兰公民被拘禁意味着印度尼西亚人担任了许多领导和行政职位。1945年8月日本投降后，民族主义领导人苏加诺和穆罕默德·哈达宣布印度尼西亚独立。荷兰人试图重建殖民地，并为此使用了他们因马歇尔计划而获得的大部分援助，随后进行了四年半的斗争。  寻求在亚洲重建殖民统治的英国军队直接帮助了荷兰人。英国还保留了 35000名日本投降人员的武器，以与印度尼西亚人作战。
尽管荷兰军队重新占领了印度尼西亚的大部分领土，但随后发生了游击战，大多数印度尼西亚人以及国际舆论都支持印度尼西亚独立。1949年12月，荷兰正式承认印度尼西亚的主权。

### 秘密行动和间谍活动

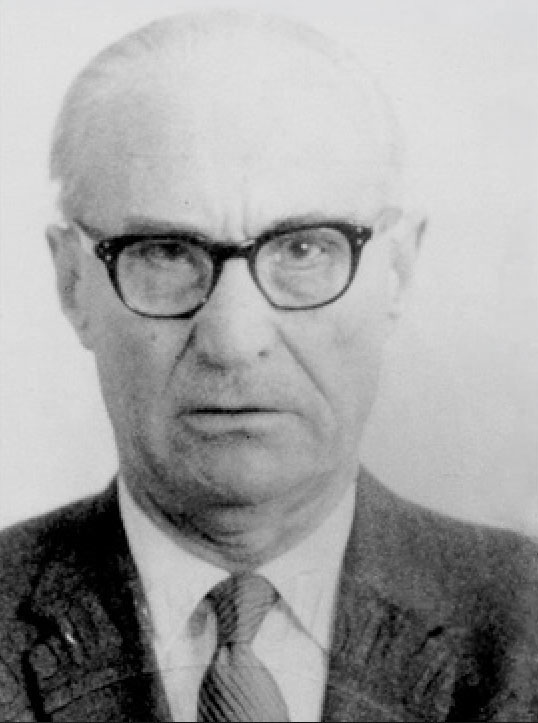
亚历山大·利莱基斯是立陶宛的一名与纳粹合作的部队指挥官，他参与了立陶宛6万名犹太人的谋杀，后来为美国中央情报局工作。

英国在波罗的海国家的秘密行动始于 1944年。在丛林行动中，秘密情报局（称为军情六处）招募和训练了爱沙尼亚人、拉脱维亚人和立陶宛人，以便在1948年至1955年间在波罗的海国家从事秘密工作。行动的领导人包括阿方斯·雷班、斯塔西斯·齐曼塔斯和鲁道夫斯·西拉拉杰斯。这些特工是在“英国波罗的海渔业保护局”的掩护下行动的。他们从英国占领的德国区域出发，使用改装的二战S艇，由纳粹德国海军的前成员担任船长和船员。 英国情报部门还训练反共特工从芬兰边境渗透到俄罗斯，并下令暗杀苏联官员。 最后，金·费尔比向克格勃提供的反情报使克格勃能够渗透并最终控制军情六处在波罗的海国家的整个情报网络。
越南和中东后来会损害美国在欧洲取得成功时获得的声誉。
克格勃认为，可以赢得冷战舞台的是第三世界而不是欧洲。 莫斯科将在后来推动在非洲的军备集结。在后来的几年里，作为冷战代理人的非洲国家往往成为自己的“失败国家”。
2014年，《纽约时报》报道称，“最新披露的记录显示，在第二次世界大战后的几十年里，美国中央情报局（CIA）和其它美国机构雇用了至少1000名纳粹分子作为冷战间谍。”根据蒂莫西·纳夫塔利的说法，“中情局在招募前纳粹合作者时的核心关注点与其说是罪犯的罪行大小，不如说是特工的犯罪史可能仍是一个秘密。”

### 招募前敌方科学家

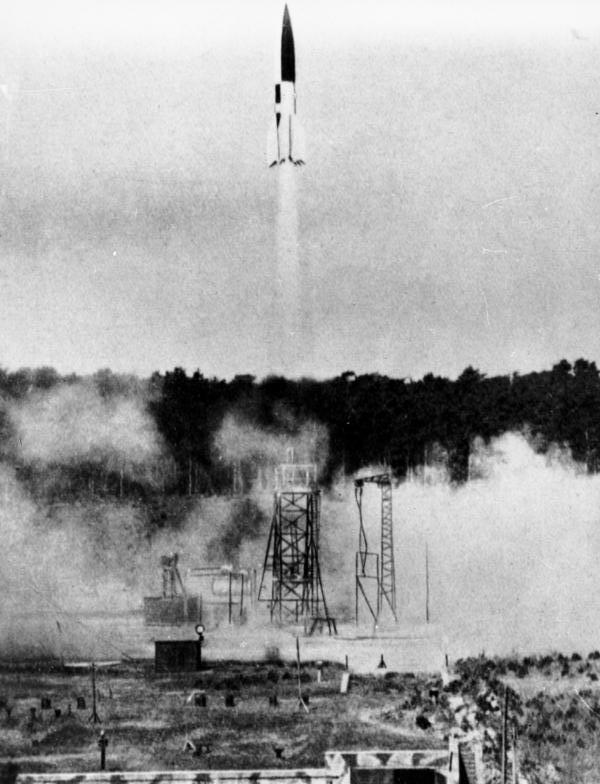
V-2火箭在波罗的海德国海岸的佩内明德发射（1943年）

当战后欧洲的分裂开始出现时，英国和美国的战争罪行计划和去纳粹化政策有所放松，有利于招募德国科学家，尤其是核和远程火箭科学家。 其中许多人在被捕之前，曾在波罗的海沿岸德国陆军研究中心佩内明德研究德国V-2远程火箭。在德国的西方盟军占领军军官被命令拒绝与苏联合作分享战时的秘密武器， 为了恢复，特别是在德国航空技术和人员方面，英国派遣了费登特派团进入德国联系其航空技术中心和关键人员，同时美国还拥有自己的鲁斯蒂行动航空技术人员和恢复计划。
在“回形针行动”中，自1945年，美国引进了1600名德国科学家和技术人员，作为欠美国和英国的智力赔偿（intellectual reparations）的一部分，其中包括约100亿美元（2020 年为1330亿美元）的专利和工业流程。 1945 年底，三个德国火箭科学家小组抵达美国，在德克萨斯州布利斯堡和新墨西哥州白沙导弹靶场作为“战争部特别雇员”执行任务。
一些回形针行动科学家的战时活动随后受到调查。 亚瑟·鲁道夫（Arthur Rudolph）于1984年离开美国，以免被起诉。 同样，1946年参与回形针行动来到美国的乔治·里奇（Georg Rickhey）于1947年返回德国接受米特尔堡-多拉纳粹集中营战争罪审判。在他被无罪释放后，他于1948年返回美国并最终成为美国公民。
苏联于1946年开始了奥索维阿欣行动（Operation Osoaviakhim）。内务人民委员会和苏联军队成功地将数千名与军事相关的技术专家从战后德国的苏联占领区运送到苏联。 苏联人使用了 92 列火车运送专家及其家人，估计有 10,000-15,000 人。 许多相关设备也被转移，目的是将研究和生产中心从德国转移到苏联，例如在米特尔维克（Mittelwerk）诺德豪森搬迁的V-2火箭中心。搬迁的人中有赫爾穆特·格羅特魯普和来自米特尔维克的大约 200 名科学家和技术人员。 其人员也来自AEG、BMW的Stassfurt集团、法本公司的化学工厂、容克斯、肖特集团、Siebel公司、德律风根和蔡司公司。
行动由内务人民委员会副上校谢罗夫指挥， 在当地苏联军事管制局的控制之外。 此次行动的主要原因是苏联害怕因不遵守盟国管制理事会关于清除德国军事设施的协议而受到谴责。 一些西方观察家认为奥索维阿欣行动是对德国统一社会党在选举中失败的报复，尽管该行动在此之前显然是有计划的。

## 其它影响

### 国际联盟的解体和联合国的成立

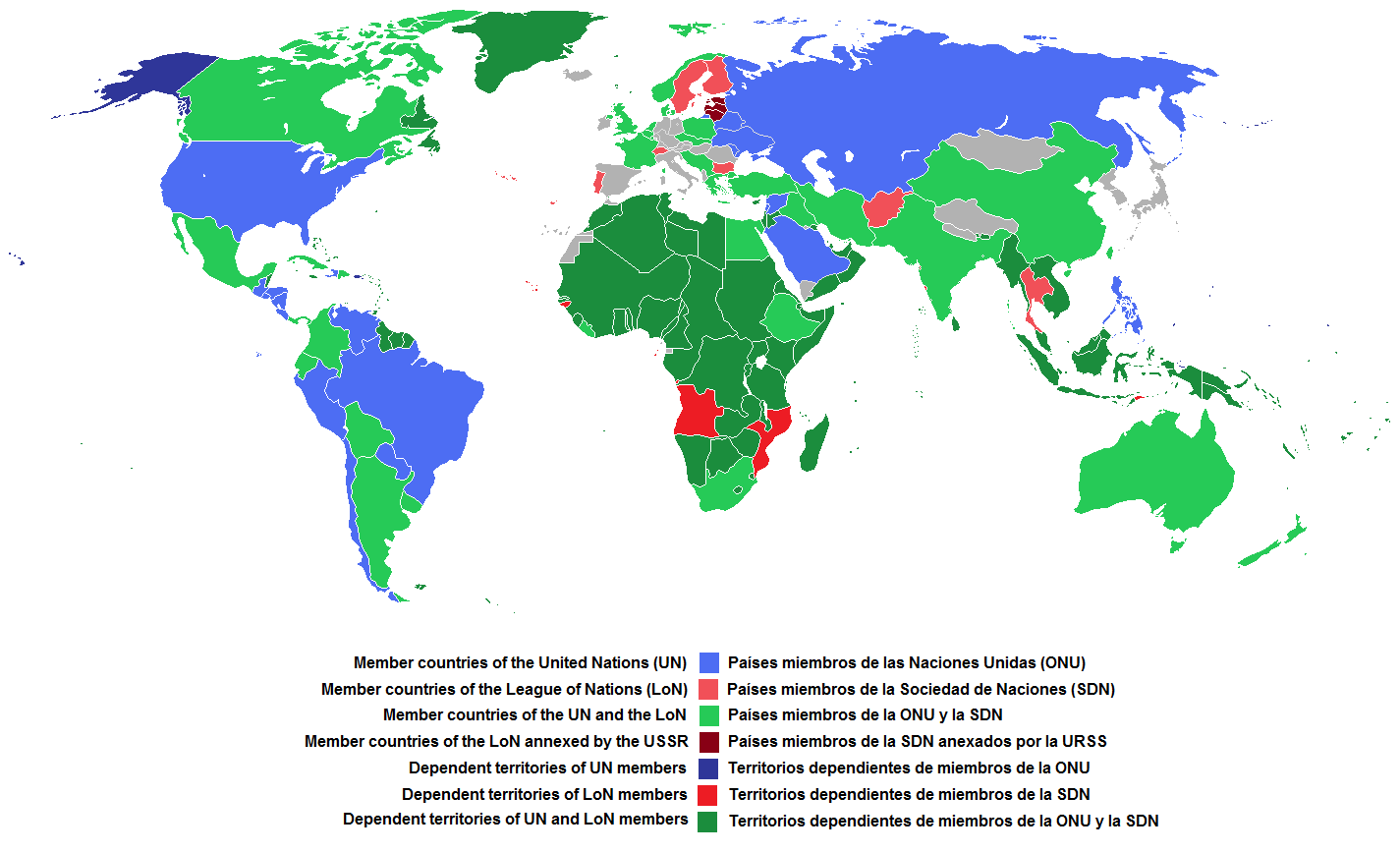
1946年4月18日，国际联盟不复存在时，显示原国际联盟成员国（绿色和红色）的世界地图

作为战争的普遍后果以及为了维护国际和平，同盟国于1945年10月24日正式成立了联合国。联合国取代了已不复存在的國際聯盟。作为政府间组织，国际联盟于1946年4月20日正式解散，但实际上早在1939年就停止运作，无法阻止第二次世界大战的爆发。联合国继承了国际联盟的一些机构，例如國際勞工組織。
國際聯盟託管地，主要是在第一次世界大战中易手的领土，成为联合国托管领土。西南非洲除外，仍然按照最初的授权条款管理。作为联盟的继任机构，联合国仍然承担着对该领土的监督作用。但澤自由市是半自治城市国家，部分由联合国监督，后来成为波兰的一部分。
联合国于1948年通过《世界人权宣言》，“作为所有人民和所有国家取得成就的共同标准”。苏联对该宣言投了弃权票。美国不批准的社会和经济权利的部分。
五个主要盟国獲联合国安理会常任理事国地位。常任理事国可以否决任何联合国安理会决议，这是唯一根据国际法具有约束力的联合国决议。五个常任理事国是：美国、英国、法国、苏联和中華民國。第二次国共内战後期中华人民共和国在中国大陆成立，而中華民國政府遷台，继续享有原有地位。1971年，聯合國大會第2758號決議通過，中華民國遭聯合國排除，原有地位被中华人民共和国取代。1991年苏联解体后，俄罗斯继承了苏联的常任理事国地位。

### 未解决的冲突

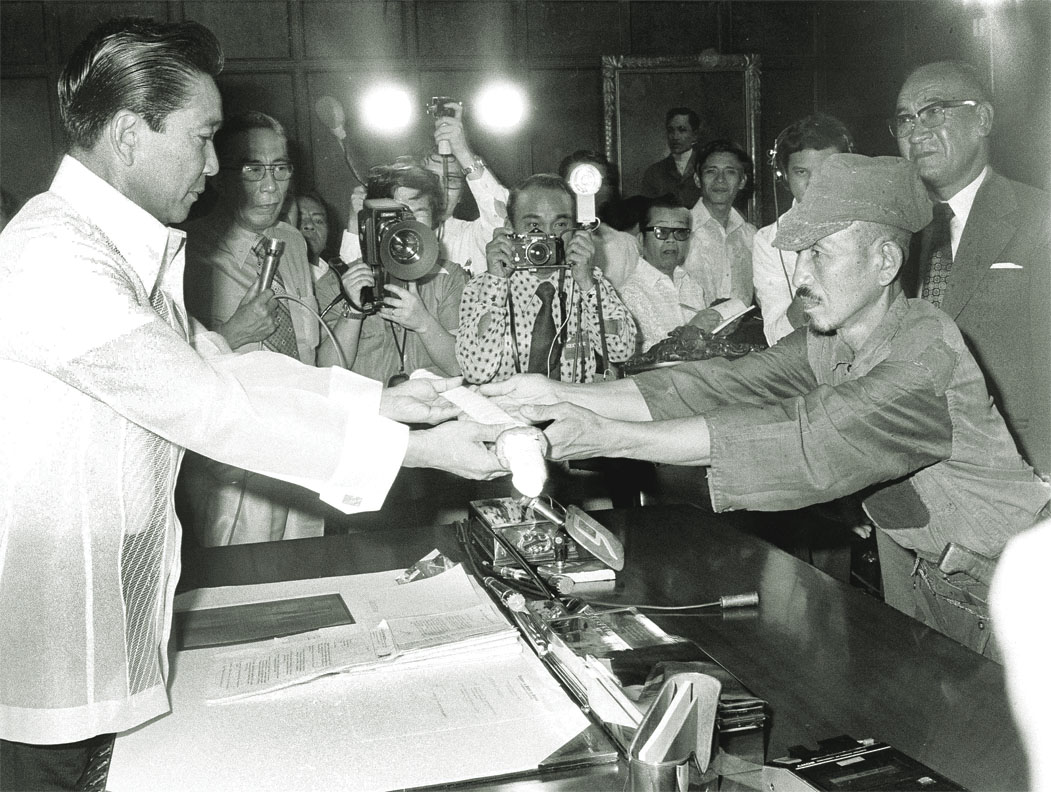
1974年3月11日，日本士兵小野田寬郎在投降当天向菲律宾总统费迪南德·马科斯献上军刀

有少数日本士兵因没有收到投降命令等原因而在一些地区继续留守，如小野田宽郎和横井庄一。
尽管现在所有的敌对行动都已结束，但由于俄日千岛群岛争端，日本和俄罗斯之间从未签署过和平条约。

### 经济影响
到战争结束时，欧洲经济已经崩溃，大约70%的工业基础设施被摧毁。 苏联约有1710座城镇、70000座村庄和31850座工业设施遭到摧毁。 战后，各国经济的恢复情况并不相同，但总体上是比较强劲的，尤其是在美国。
在欧洲，西德在盟军占领的最初几年经济持续下滑后迎来了复苏，到1950年代末，产量比战前水平翻了一番。 意大利在经济状况不佳的情况下逐渐摆脱了战争的阴影， 到了1950年代，意大利经济以稳定高速增长为主要特征。 法国经济在莫内计划下迅速反弹并经历了快速的经济增长和现代化。 相比之下，英国在战后处于经济崩溃状态 并且在随后的几十年里继续经历一定的经济衰退。
苏联在战后时期也经历了产量的快速增长。 日本经历了快速的经济增长，到1980年代成为世界上最强大的经济体之一。 第二次国共内战结束后，中国大陸基本上一穷二白。到1953年，随着生产恢复到战前水平，经济恢复似乎相当成功。 尽管在灾难性的大跃进期间这种经济复苏被打断了，但这种经济增长的态势依然存在，直到邓小平进行改革开放后中国大陸的经济高速增長。
由于美国本土没有受到战争的破坏，在战争结束时，美国拥有世界大约一半的工业产值。此外，其大部分战前工业已转为战时使用。因此，美国的工业和民用基础比世界上大多数国家都要好得多，因此开始了人类历史上从未有过的经济扩张。美国国内生产总值从1945年的2280亿美元增加到1975年略低于1.7万亿美元。

### 去纳粹化

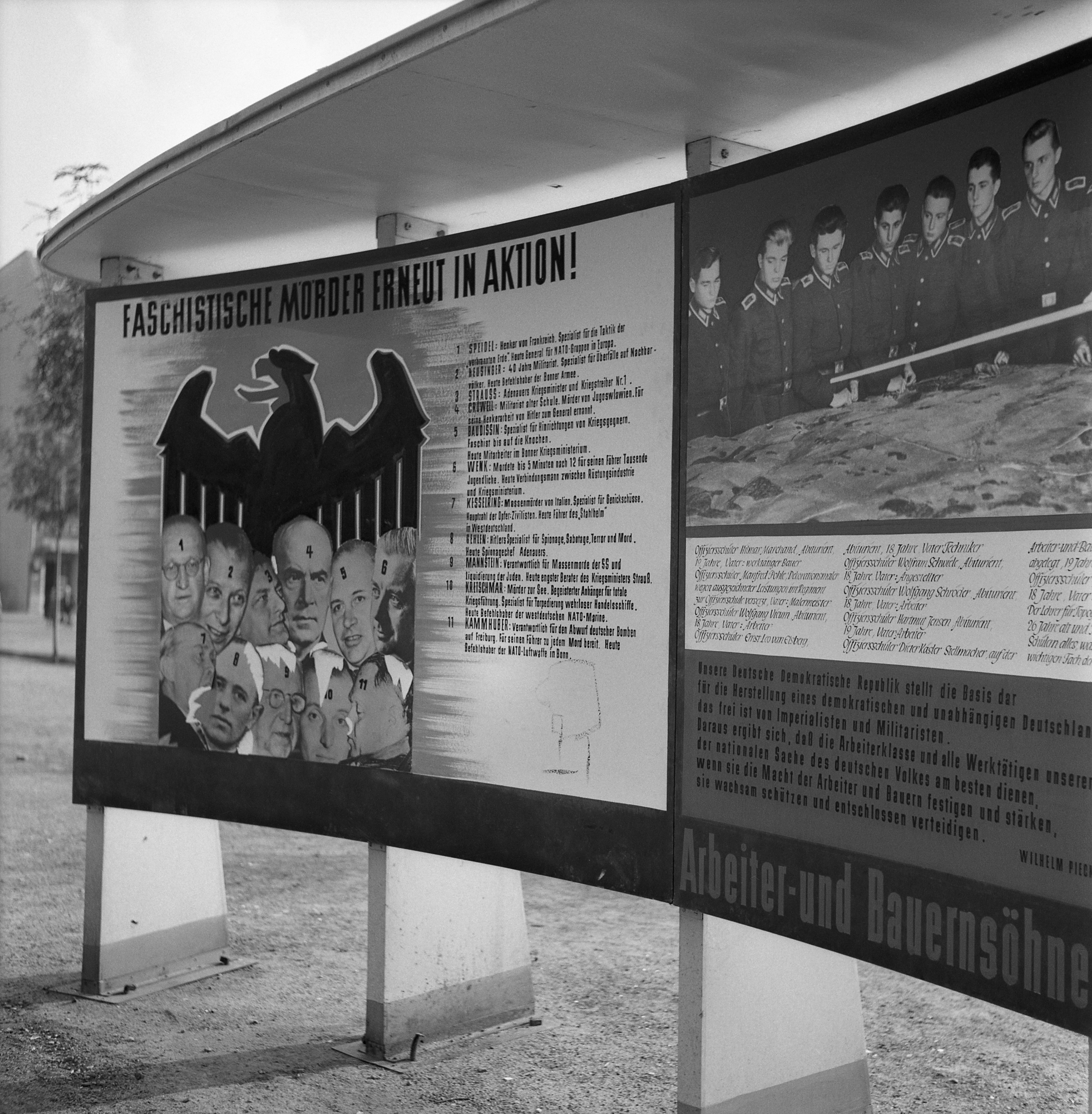
1957年东德宣传海报

1951年，通过的几项法律结束了去纳粹化。因此，许多有着纳粹背景的人再次进入西德政府工作。西德总统瓦尔特·谢尔和总理库尔特·格奥尔格·基辛格都是前纳粹党党成员。1957年，德國聯邦司法部77%的高级官员是前纳粹党员。康拉德·阿登纳的国务秘书洛布克在起草纳粹德国反犹太主义的纽伦堡法案发挥了重要作用。

### 未爆弹药
未爆弹药在当今继续构成危险。2017年，有5万人从汉诺威撤离，以便拆除二战时期的炸弹。
日本在入侵中国时遗留下大量的化学武器，中国和日本一直在共同开展化学武器清理工作。中国政府表示自1945年战争结束后已有数千人因日本遗弃在华化学武器而伤亡。

### 环境影响
科学家們在第二次世界大战结束后并未對库存化学武器进行无害化处理。數以噸計的化学武器受英国、美国和蘇聯的指令装船海拋。由于记录保存不当，倾倒的确切位置一直都弄不清楚，但估计有100万吨化学武器留在洋底，容器锈蝕并构成泄漏风险。据报導，意大利沿海的一些地区发生了硫芥子气泄露，在特拉华州則发现了硫芥子气弹，很可能是隨贝类货物一起混進去的。

## 更多阅读
- Blum, William. . London: Zed. 1986.
- Iatrides (ed), John O. . Hanover and London: University Press of New England. 1981.
- Jones, Howard. . London: Oxford University Press. 1989.
- Laar, Mart, Tiina Ets, Tonu Parming. . Howells House. 1992. ISBN 0-929590-08-2.
- Lowe, Keith. . Picador. 2013. ISBN 978-1250033567.
- Männik, Mart. . Tallinn: Grenader Publishing. 2008. ISBN 978-9949-448-18-0.
- Martin, David. . San Diego: Harcourt, Brace, Jovanovich. 1990. ISBN 0-15-180704-3.
- Peebles, Curtis. . Naval Institute Press. 2005. ISBN 1-59114-660-7.
- Sayer, Ian & Douglas Botting. . London: Grafton. 1989.
- Stevenson, William. . New York: Harcourt, Brace. 1973.
- Szulc, Tad (1990). Then and Now: How the World Has Changed since W.W. II. First ed. New York: W. Morrow & Co. 515 p. ISBN 0-688-07558-4.
- Wiesenthal, Simon. . Los Angeles: Simon Wiesenthal Center. 1984.